# Catedrala din Saint-Denis

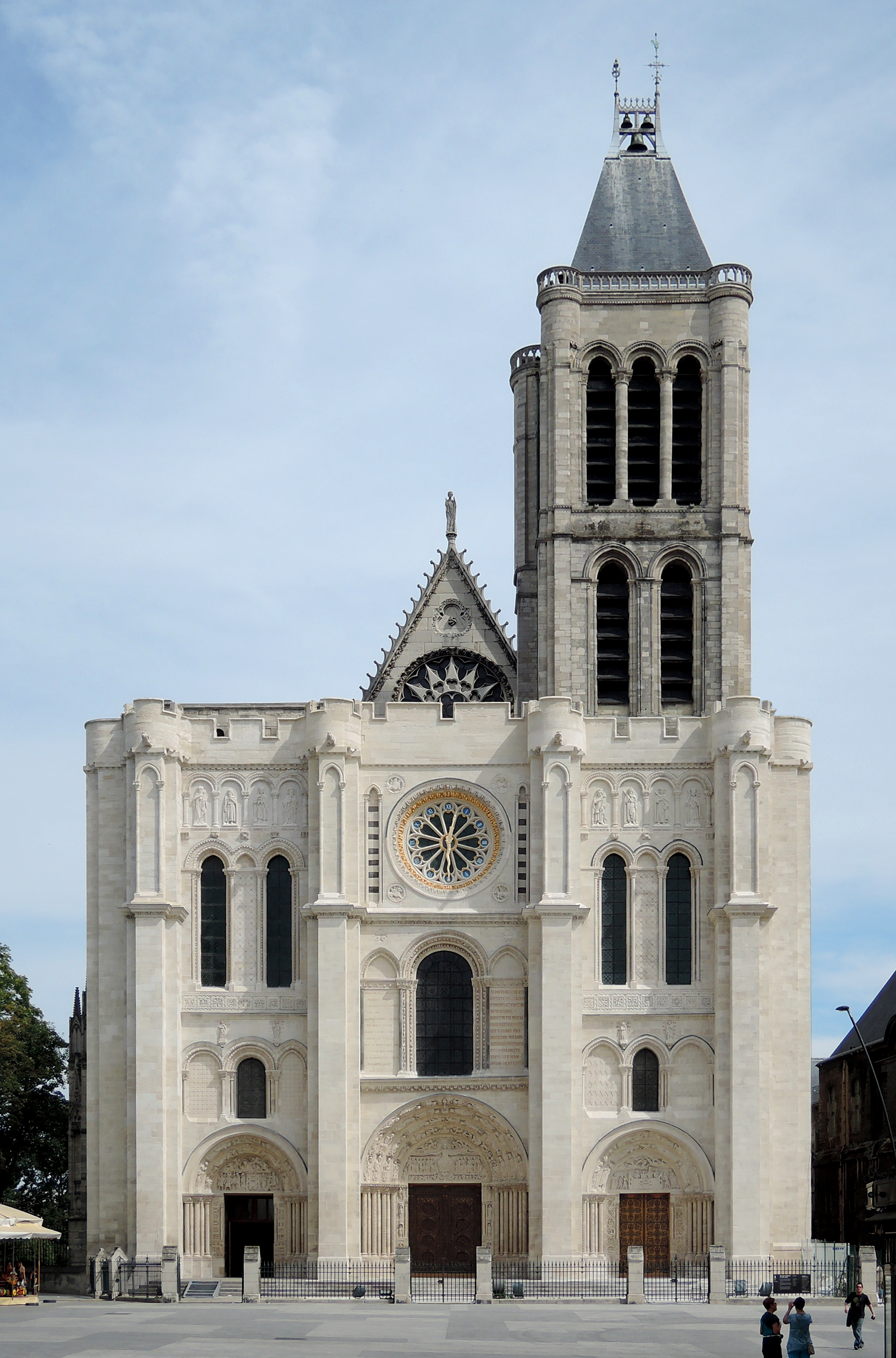
Catedrala din Saint-Denis, fațada de vest

Catedrala din Saint-Denis, cunoscută și ca Basilica Saint-Denis (în franceză Basilique Saint-Denis), este o biserică aflată în centrul orașului Saint-Denis, acum o suburbie din nordul Parisului. Clădirea este de importanță istorică și arhitecturală, deoarece capela sa, terminată în 1144, este considerată a fi primul exemplu de arhitectură gotică.
Patronul lăcașului este Sfântul Dionisie (St. Denis), primul episcop al Parisului.
Din anul 1966 edificiul este catedrala Diecezei de Saint-Denis, episcopie sufragană a Arhidiecezei de Paris.

## Legenda
Legenda aurea din secolul al XIII-lea a relatat martiriul Sfântului Dionisie, la care a adăugat elemente fantastice. Bătrânul episcop a fost martirizat, pus pe un pat sub care s-a făcut foc, apoi aruncat la animale, care nu s-au atins de el. În final, s-a hotărât să i se taie capul la Paris, în zona Montmartre („Dealul Martirilor”). După ce i s-a tăiat capul, Dionisie s-ar fi ridicat, și-ar fi luat capul în mâini și ar mai fi mers două mile (aprox. 5 km) de la locul decapitării până în nordul Parisului, unde și-ar fi depus capul în mâinile unei femei. Minunea a produs convertiri, iar în acel loc a fost ridicată catedrala care îl are ca sfânt patron. În această catedrală au fost înmormântați mulți regi ai Franței.

## Necropolă regală
Din secolul al X-lea și până în anul 1830 toți regii Franței, cu trei excepții, au fost îngropați în această biserică. În cursul Revoluției Franceze a avut loc  profanarea mormintelor regale din Saint-Denis⁠(fr)[traduceți].

### Regi
- Clovis I (465–511)
- Childebert I (496–558)
- Arégonde (c.515–c.573)
- Fredegonde (soția lui Chilperic I) (?–597)
- Dagobert I (603–639)
- Clovis al II-lea (635–657)
- Charles Martel (686–741)
- Pepin cel Scurt (714–768) și soția sa Bertrada de Laon (726–783)
- Carloman I rege al francilor (c.751–771)
- Carol cel Pleșuv (823–877) și soția sa, Ermentrude de Orléans (823–869)
- Carloman, rege al francilor de vest (866–884)
- Robert al II-lea cel Pios (972–1031) și Constance de Arles (c. 986–1032)
- Henric I al Franței (1008–1060)
- Ludovic al VI-lea al Franței (1081–1137)
- Ludovic al VII-lea al Franței (1120–1180) și Constance de Castilia (1141–1160)
- Filip al II-lea al Franței (1180–1223)
- Ludovic al IX-lea al Franței (1214–1270)
- Carol I al Neapolelui (1226–1285), rege al celor Două Sicilii (1266–85).
- Filip al III-lea cel Curajos (1245–1285)
- Filip al IV-lea cel Drept (1268–1314) și mama sa Isabela de Aragon (1247–1271)
- Leon al V-lea, rege al Armeniei (1342–1393)
- Ludovic al XII-lea al Franței (1462–1515)
- Francisc I al Franței (1494–1547)
- Henric al II-lea al Franței (1519–1559) și Caterina de Medici (1519–1589)
- Francisc al II-lea al Franței (1544–1560)
- Carol al IX-lea al Franței (1550–1574) (no monument)
- Henric al III-lea al Franței (1551–1589), de asemenea rege al Poloniei
- Henric al IV-lea al Franței (1553–1610)
- Ludovic al XIII-lea al Franței (1601–1643)
- Ludovic al XIV-lea al Franței (1638–1715)
- Ludovic al XV-lea al Franței  (1710–1774),
- Ludovic al XVI-lea al Franței (1754–1793) și Maria Antoaneta (1755–1793)
- Ludovic al XVII-lea al Franței (1785–1795) (numai inima sa; corpul său a fost aruncat într-o groapă comună)
- Ludovic al XVIII-lea al Franței (1755–1824)

### Alți membri ai familiilor regale și nobili
- Blanche a Franței (fiica lui Filip al IV-lea)
- Nicolas Henri, Duce de Orléans (1607–1611), fiu al lui Henric al IV-lea
- Gaston, Duce de Orléans (1608–1660),  fiu al lui Henric al IV-lea
  - Marie de Bourbon, Ducesă de Montpensier (1605–1627), soția lui Gaston
  - Marguerite de Lorena (1615–1672), Duesă de Orléans și a doua soție a lui Gaston
  - Anne Marie Louise d'Orléans (1627–1693), la Grande Mademoiselle
  - Marguerite Louise d'Orléans (1645–1721), Mare Ducesă de Toscana
  - Jean Gaston d'Orléans (1650–1652), Duce de Valois
  - Marie Anne d'Orléans (1652–1656), Mademoiselle de Chartres
- Henrietta Maria a Franței (1609–1669), soția lui Carol I al Angliei și Scoției
- Philippe I, Duce de Orléans (1640–1701), fratele regelui Ludovic al XIV-lea
  - Prințesa Henrietta a Angliei (1644–1670), prima soție a lui Philippe
  - Elisabeth Charlotte, Prințesă a Palatinatului (1652–1722), a doua soție a lui Philippe
- Maria Theresa a Spaniei (1638–1683), soția lui  Ludovic al XIV-lea
  - Louis al Franței (1661–1711), le Grand Dauphin
  - Maria Anna Victoria de Bavaria (1660–1690), Delfină a Franței, soția lui Louis
  - Prințesa Anne Élisabeth a Franței (1662), fiica lui Ludovic al XIV-lea
  - Prințesa Marie Anne a Franței (1664), fiica lui Ludovic al XIV-lea
  - Marie Thérèse a Franței (1667–1672), fiica lui Ludovic al XIV-lea
  - Philippe Charles, Duce de Anjou (1668–1671), fiu al lui Ludovic al XIV-lea
  - Louis François al Franței (1672), Duce de Anjou,  fiu al lui Ludovic al XIV-lea
- Philippe al II-lea, Duce de Orléans (1674–1723), Regent al Franței
- Louis al Franței (1682–1712), Duce de Burgundia
  - Marie Adélaïde de Savoia (1685–1712), Ducesă de Burgundia
  - Louis al Franței (1704–1705), Duce de Bretania
  - Louis al Franței (1707–1712), Duce de Bretania
- Charles al Franței (1686–1714), Duce de Berry
  - Marie Louise Élisabeth d'Orléans (1695–1719), Ducesă de Berry
  - Charles d'Alençon(1713) Duce de Alençon
  - Marie Louise Élisabeth d'Alençon (1714)
- Marie Leszczyńska (1703–1768), soția lui Ludovic al XV-lea
  - Louise Élisabeth a Franței (1727–1759), Ducesă de Parma
  - Henriette a Franței (1727–1752), fiica lui Ludovic al XV-lea
  - Louise a Franței (1728–1733),  fiica lui Ludovic al XV-lea
  - Louis al Franței (1729–1765), Delfin al Franței
    - Infanta Maria Teresa Rafaela a Spaniei (1726–1746), prima soție a lui Louis
    - Maria Josepha de Saxonia (1731–1767), a doua soție a lui Louis

  - Philippe al Franței (1730–1733), Duce de Anjou
  - Prințesa Marie Adélaïde a Franței (1732–1800),  fiica lui Ludovic al XV-lea
  - Prințesa Victoire a Franței (1733–1799),  fiica lui Ludovic al XV-lea
  - Prințesa Sophie a Franței (1734–1782),  fiica lui Ludovic al XV-lea
  - Prințesa Louise a Franței (1737–1787), fiica lui Ludovic al XV-lea
  - Louis Joseph, Delfin al Franței (1781–1789), primul fiu al lui Ludovic al XVI-lea și al Mariei Antoaneta
  - Prințesa Sophie Hélène Béatrice a Franței (1786–1787), a doua fiică a lui Ludovic al XVI-lea și al Mariei Antoaneta
- Henri de La Tour d'Auvergne, Viconte de Turenne (1611–1675), Mareșal General al Franței.
- Anne de Bretania, Ducesă de Bretania (1477–1514)